# Нортен, Адольф
Адо́льф Но́ртен (нем. Adolph Northen, 6 ноября 1828, Мюнден, Ганновер — 28 мая 1876, Дюссельдорф) — немецкий художник-баталист XIX века.

## Биография
Родился в ганноверском городке Мюнден, учился в Дюссельдорфской школе живописи.
Как художник специализировался в батальном жанре. В частности, на событиях времён Наполеоновских войн. К наиболее известным работам Нортена относятся:
- «Отступление Наполеона из Москвы», иллюстрирующее крах наполеоновского вторжения в Россию;
- «Атака пруссаков»

Умер в Дюссельдорфе в возрасте 47 лет.

## Работы

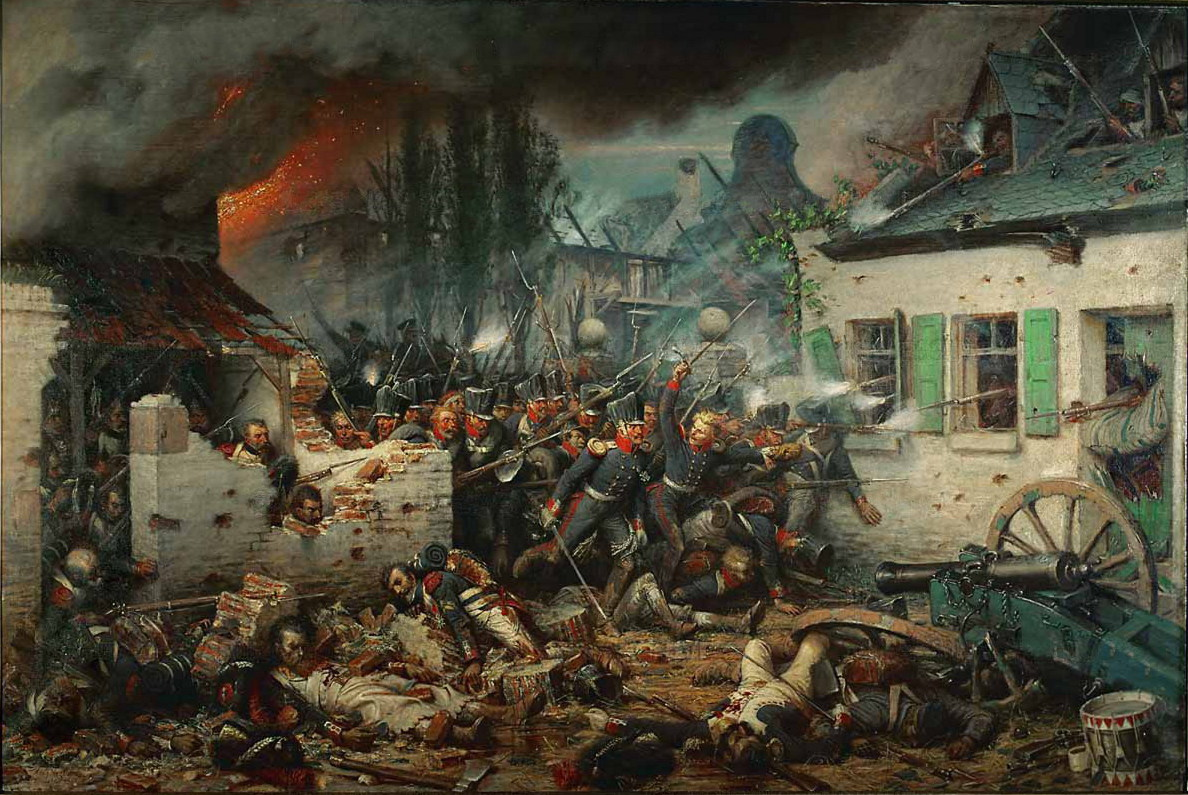
Атака пруссаков (при Ватерлоо), 1863 год
Отступление Наполеона из Москвы
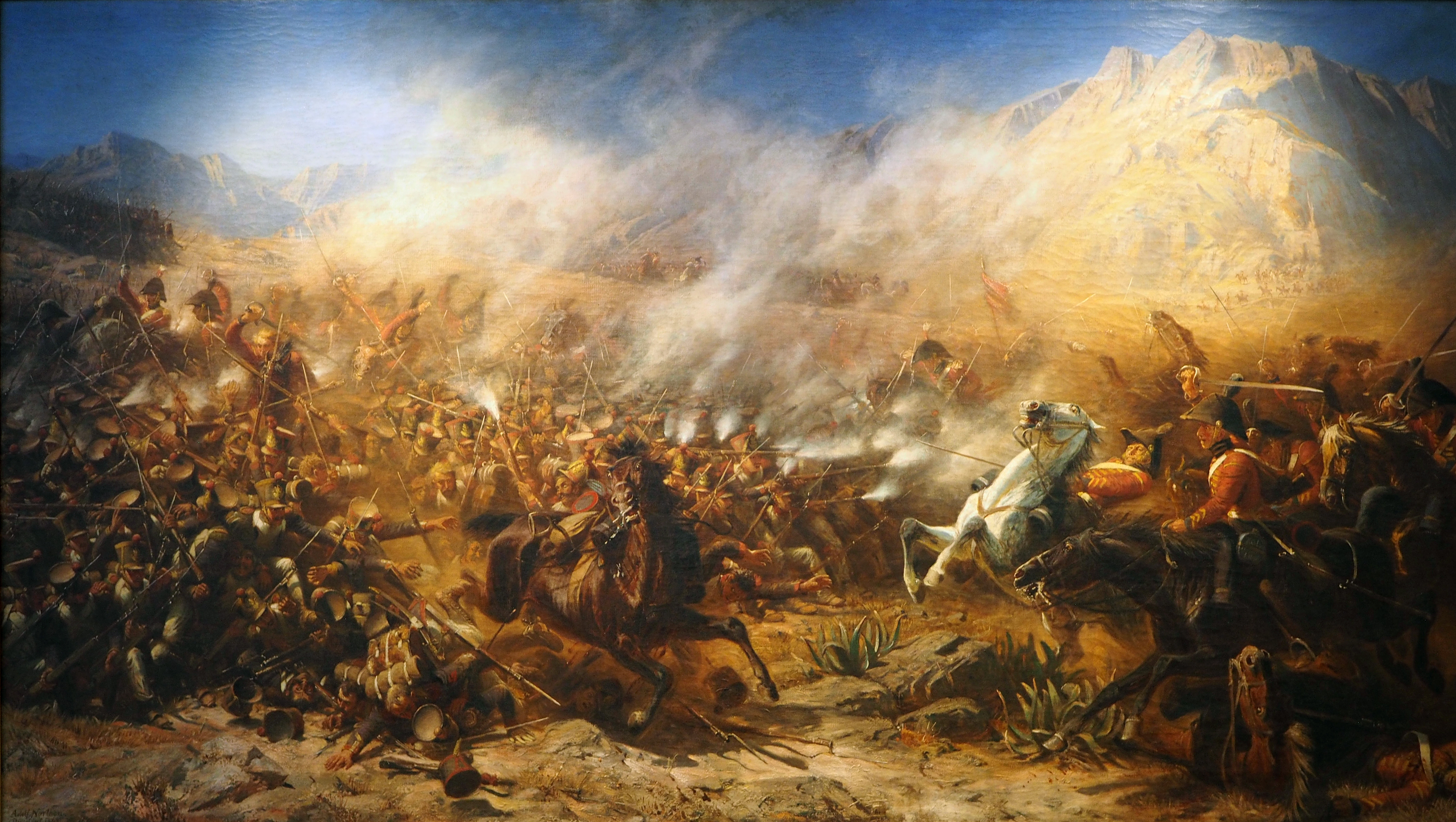
Битва при Гарсия-Эрнандес.